# Saxo Grammaticus

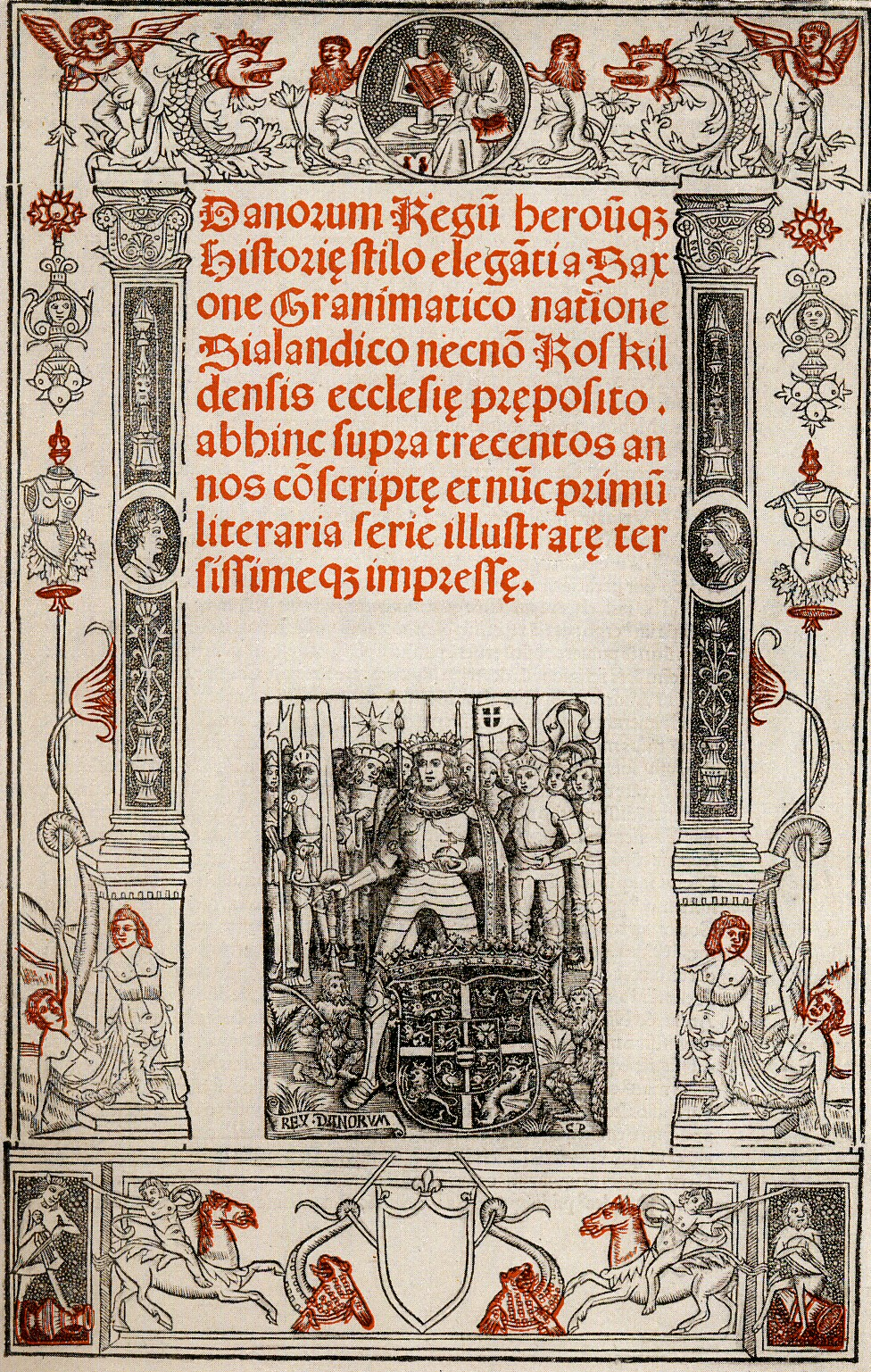
Bìa trước cuốn Gesta Danorum, in tại Paris năm 1514. Bản in lại lấy từ sách "Apoteker Sibbernsens Saxobog", C. A. Reitzels Forlag, Copenhagen, 1927

Saxo Grammaticus (1150-1220) là một nhà văn Đan Mạch. Thông tin về cuộc đời của ông không được rõ ràng lắm. Mười sáu cuốn sách về lịch sử Đan Mạch vào thời này gọi là Gesta Danorum được cho là do ông viết và cũng là bằng chứng chủ yếu về cuộc sống của ông. Gesta Danorum (Các kỳ công của người Đan Mạch) được ông viết bằng tiếng La Tinh. Người ta cho rằng ông sinh ra ở Zealand. Trình độ tiếng La Tinh và kiến thức của ông về La Mã cổ đại khiến người ta có thể chắc rằng ông được giáo dục ở bên ngoài Đan Mạch, có thể là tại một trong các trường dòng lớn ở Pháp.